# Lolicon
Lolicon (ロリコン?, rorikon) è una parola macedonia giapponese, abbreviazione di Lolita complex (ロリータ・コンプレックス?, Rorīta konpurekkusu, letteralmente «complesso di Lolita»).
In Giappone, il termine descrive l'attrazione nei confronti delle ragazze minorenni appena entrate nella pubertà o l'individuo che prova tale attrazione; ma viene anche comunemente usato in riferimento a un genere di manga e anime dove sono presenti personaggi femminili dall'aspetto fanciullesco e molto infantile, dall'apparente età tra gli 8 e gli 11 anni, spesso raffigurati in maniera erotica, in uno stile grafico che ricorda molto quello dei fumetti per ragazze (shōjo). La reale età dei personaggi loli, solitamente e tradizionalmente, non rispecchia quella che fa passare all'occhio il loro aspetto (possono essere in realtà medio-tardi adolescenti o anche più che adulti), quindi si tratta semplicemente di una questione di stile grafico che di età effettiva.
La parola deriva dal romanzo di Vladimir Nabokov Lolita, nel quale un uomo di mezza età diviene letteralmente ossessionato (anche sessualmente) da una dodicenne; viene rapidamente utilizzata a partire dagli anni settanta per descrivere i dojinshi (fumetti amatoriali) erotici in cui venivano ritratte adolescenti. Il termine equivalente per l'attrazione verso giovani maschi è shotacon.
Studi di stato sui fan lolicon sono giunti alla conclusione che i loro membri sono attratti dall'estetica della bellezza giovanile (kawaii) piuttosto che dall'età effettiva dei personaggi (affascina cioè lo "stile infantile", non la bambina in sé) e che il collezionismo lolicon rappresenta una (in certo qual modo) disconnessione dalla realtà sociale: è in definitiva una passione estetico-artistica che non viene ad influenzare il comportamento e i modi di vita "veri".

## Definizione

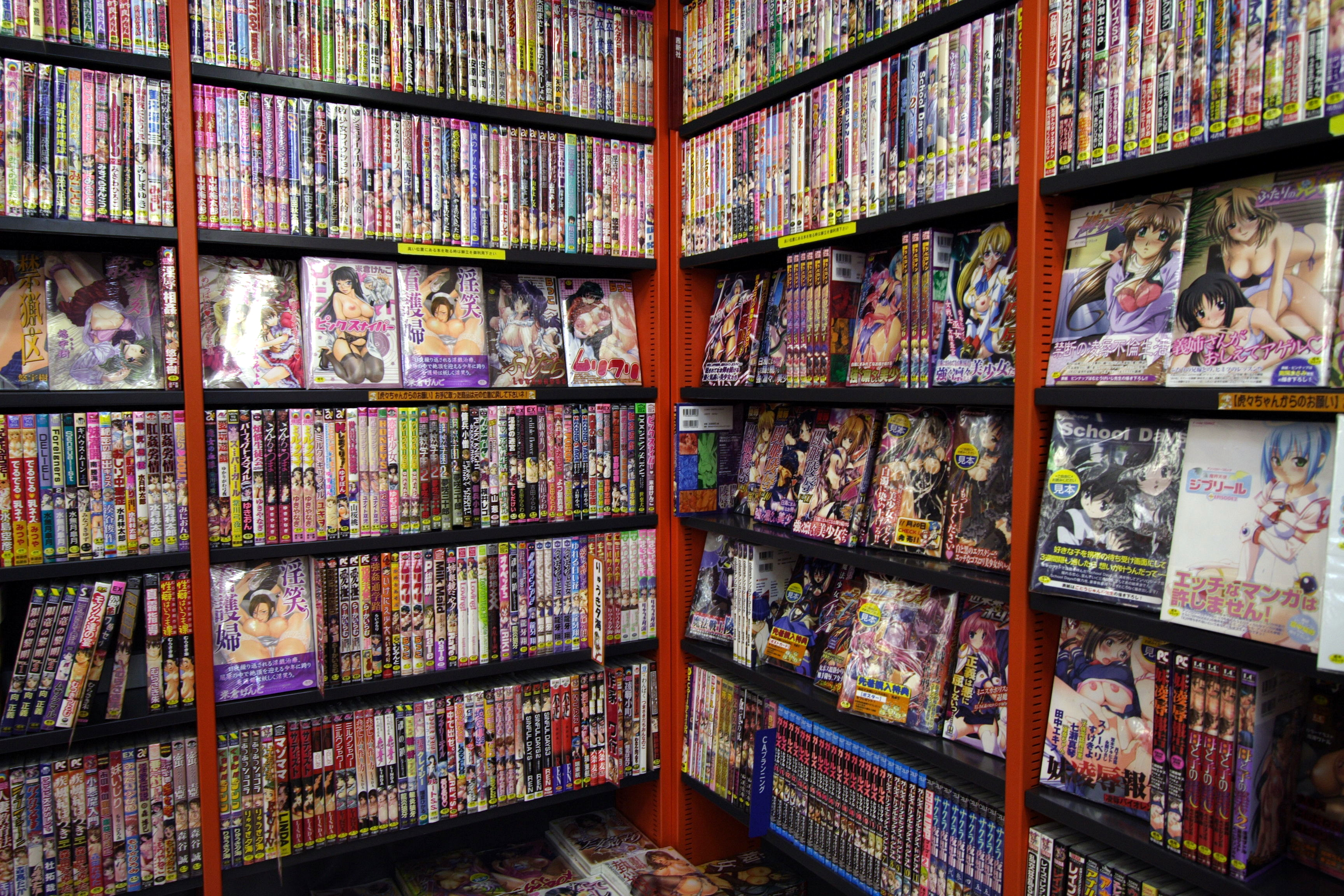
Esempi di manga a tema Lolicon

In genere manga ed anime lolicon vogliono rappresentare e descrivere l'attrazione sessuale di un adulto verso una ragazza molto più giovane di lui, o verso ragazze con caratteristiche peculiarmente infantili.
Nelle persone adulte possono venir identificati tre tipi di attrazione sessuale rivolte ai giovani: pedofilia (preferenza per bambini o bambine in età prepuberale), ebefilia (preferenza per ragazzini o ragazzine appena entrate nella pubertà) ed efebofilia (preferenza per medio-tardo-adolescenti). Gli individui di ogni gruppo rispondono sessualmente ad immagini visive di giovani all'interno di queste strette fasce d'età: il genere lolicon contiene immagini e narrazioni che coinvolgono in interazioni romantiche ed erotiche tipiche un uomo adulto ed una ragazza che può rientrar in una delle tre fasce d'età sopra esaminate.
A rigor di termini il Lolita Complex in giapponese si riferisce all'attrazione in sé, ma con l'abbreviazione lolicon ci si può anche riferire all'individuo che prova una tale attrazione; il fenomeno è abbastanza diffuso in Giappone, dove è tema frequente di articoli e di critica. Molte librerie ed edicole propongono liberamente materiale illustrato di tipo lolicon, anche se in alcuni casi vi sono state azioni di polizia contro i manga lolicon; infine lo stile kawaii è molto popolare all'interno della cultura nipponica, deve si trova presente in svariati manga ed anime di tutti i generi.
Non bisogna poi dimenticare che le uniformi scolastiche indossate dalle studentesse adolescenti sono da sempre un fortissimo simbolo erotico in Giappone. I Burusera shop (negozi specializzati nella vendita di divise e tute da ginnastica femminili usate) soddisfano gli uomini col Lolita Complex vendendo ad esempio mutandine indossate da adolescenti e slip non lavati; inoltre esistono i Telekura dove uomini anche di mezza età possono intrattenere conversazioni erotiche con ragazzine (rigorosamente in forma anonima), che in alcuni casi si traducono in effettivi incontri sessuali a pagamento (pur essendo ufficialmente la prostituzione vietata).
Alcuni studi autorevoli hanno dimostrato un notevole aumento della prostituzione adolescenziale (scelta liberamente anche da parte di ragazzine delle scuole medie, vedi enjo kōsai) a partire dalla fine degli anni novanta e venendo ad assumere sempre più il ruolo di autentiche Comfort Women (eufemismo per indicar durante la guerra le prostitute che intrattenevano rapporti sessuali coi soldati al fronte).

## Caratteristiche del genere e il suo significato al di fuori del Giappone

Esempio di NekoLoli

I manga lolicon si caratterizzano per esser quasi sempre storie brevi, non seriali, di solito pubblicate come dojinshi o in riviste specializzate nel genere come Lemon People, Manga Burikko e Comic LO (dove l'abbreviazione LO sta per "Lolita Only"). La trama in cui si concentra comunemente la storia è data dal rapporto tabù (insegnante con studente, fratello con sorella); alcune invece si spingono fino ad una sperimentazione del filone propriamente sessuale coinvolgente bambini.
Alcuni manga lolicon poi sono attraversati anche da altri sottogeneri hentai, quali il crossdressing e il futanari; specifici dispositivi grafici e di stampa sono utilizzati per evidenziar l'aspetto infantile di molti tra i personaggi. Altro carattere comune del genere è il panchira, per cui studentesse mostrano "accidentalmente" a ripetizione la propria biancheria intima.
Il critico e saggista Akagi sostiene che fu durante gli anni ottanta che il genere lolicon si trasmuta da quello che era originariamente (cioè eminentemente erotica, con una ragazzina che copula con un uomo molto più grande di lei) in una modalità basata più su un'estetica del bello che esclude in partenza l'attività sessuale. Lo stesso autore identifica poi all'interno del lolicon altri sottogeneri, quali quelli basati sul sadomaso e il tentacle rape (con robot che assumono il ruolo del pene), il fetish mecha (combinazione tra una macchina o un'arma ed una ragazza), fino alle parodie di anime e manga ufficiali alla pura e semplice pornografia: infine il lolicon può anche includere i temi del lesbismo e della masturbazione.
Uomini adulti iniziarono a leggere manga shōjo a partire dagli anni settanta, in special modo quelli del Year 24 Group e le opere proto-femministe di Mutsu A-ko: secondo Zank il lolicon si radica nella glorificazione della cultura popolare femminile giovanilistica giapponese (sino a giungere eventualmente anche all'indecenza e alla perversione), viene quindi ad utilizzar tutto il vocabolario appartenente allo shōjo. Lo stile lolicon prende in prestito tutta la grafica dello shōjo, ed è stato anche influenzato dalle donne che hanno creato opere hentai o yaoi destinate ad un pubblico maschile.
Secondo Darling artisti manga donne che traggono materiale dal lolicon (o che esso prendono per trarne ispirazione) sono Chiho Aoshima col suo "La tribù dagli occhi rossi", Aya Takano (Universe Dream) e Kaworu Watashiya (Kodomo no Jikan, interpretato da De Angelis come un autentico lolicon). Sempre secondo Darling tra gli artisti maggiori del genere di sesso maschile ci sono Henmaru Machino (Green Caterpillar's Girl), Hitoshi Tomizawa (Alien 9, Milk Closet) e lo scultore Bome. Infine il settimanale intitolato Mio fratello carissimo, una serie manga pubblicata nel 2003-04 completa di figurine; questa secondo Murakami, dietro un'innocente fantasia kawaii fatta apposta per piacer alle ragazze si nasconde invece l'intento di suscitar tendenze pedofile negli uomini.
Il significato di lolicon s'è evoluto molto all'interno del mondo occidentale, così come anche i termini anime, otaku e hentai. Con lolicon ci si riferisce poi anche direttamente ai prodotti anime o manga che contengono al loro interno rappresentazioni esplicitamente sessuali o erotiche di ragazzine poco più che bambine: tuttavia vi è disaccordo se questa definizione si possa applicare anche ai bambini minori di 12 anni e se si possa applicare anche al materiale privo di espliciti contenuti sessuali.

## Storia

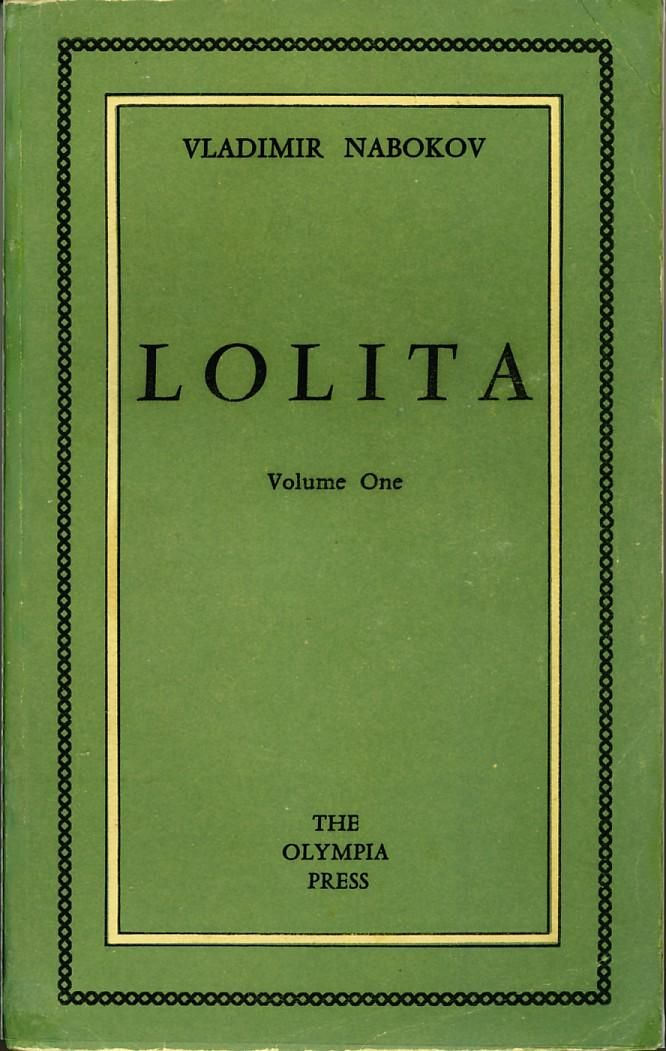
Lolita di Vladimir Nabokov

La parola è un riferimento al libro Lolita di Vladimir Nabokov. Il termine Lolita Complex fu invece usato nei primi anni settanta da una traduzione di Russell Trainer; il nome è entrato ben presto nel mondo delle sottoculture giapponesi di quel periodo. Shinji Wada l'ha poi usato per descrivere la sua parodia manga di Alice nel paese delle meraviglie dal titolo キャベツ畑でつまずいて (Kyabetsu-batake de Tsumazuite-inciampare su un campo di cavoli). La contrazione del termine in lolicon è avvenuta successivamente. Le prime vere e proprie idol lolicon sono state la Clarisse di Lupin III - Il castello di Cagliostro e l'eroina shōjo di Il magico mondo di Gigì; i personaggi femminili delle serie shonen fino ad allora erano state esclusivamente madri o sorelle maggiori dei protagonisti maschili. Anche se Clarisse è stata descritta come già sedicenne, tutte le immagini seguenti ispirate al lolicon hanno preso spunto da lei; mentre l'autore di Gigì ha negato d'aver tentato di far la corte ai fan lolicon.
Il vero e proprio genere manga lolicon ha inizio nel 1980 con le creazioni di Hideo Azuma (l'autore di C'era una volta... Pollon e l'adattatore in manga di La maga Chappy): fu lui che pubblicò il primo manga palesemente lolicon in un magazine dojinshi. L'opera di Azuma divenne ben presto popolare tra i lettori adolescenti, in quanto operava uno stacco notevole dalla maggior parte del manga pornografico che fino ad allora era caratterizzato da donne mature influenzato dalla Gekiga.
Immediatamente altre riviste dojinshi iniziarono ad introdurre vergini minorenni in contesti erotici ed in pochi anni questo stile definito fantasy s'era già diffuso sino a raggiunger alcune riviste con un mercato di massa. Altri critici suggeriscono che le leggi giapponesi che vietano la raffigurazione del pelo pubico può aver favorito la diffusione del manga erotico di sapore lolicon. Nel corso degli anni ottanta, con un picco avuto nel 1985, importanti artisti manga lolicon che han pubblicato in riviste affermate sono stati Miki Hayasaka, Kamui Fujiwara, Kyoko Okazaki, Narumi Kakinouchi e Yoshiki Takaya. Schodt ha suggerito che il manga lolicon attrae un vasto pubblico in quanto i personaggi femminili ritratti sono "più giovani e danno un senso maggiore di morbidezza, raramente posseggono quel carattere aggressivo che invece caratterizza i protagonisti femminili dei fumetti americani".
Ma l'attenzione del pubblico, in senso negativo, è esplosa quando Tsutomu Miyazaki rapì e assassinò quattro bambine tra i 4 e i 7 anni d'età tra il 1988 e il 1989, commettendo atti di necrofilia sui loro cadaveri; risultò che fosse un otaku ossessivo ritiratosi dal mondo con una particolare predilezione per il genere lolicon (ciò portò a sostenere che esso fosse di fatto pericoloso). L'alta corte di Tokyo lo considerò sano di mente affermando che "gli omicidi sono stati accuratamente premeditati e derivati essenzialmente da fantasie sessuali perverse del soggetto". È stato condannato a morte ed impiccato per i suoi crimini il 17 giugno 2008, esattamente dopo vent'anni dai fatti commessi.
Il caso provocò un autentico "panico morale" che portò ad identificare per un breve periodo tutti i manga come essenzialmente nocivi, scatenando una vera e propria repressione da parte delle autorità locali per gli editori e distributori, comprese le aziende più grandi, giungendo perfino ad arrestare alcuni creatori di dojinshi. In seguito, l'organizzazione no-profit CASPAR è stata fondata con l'obiettivo di creare e favorire una regolamentazione in senso restrittivo del genere lolicon.
Il sentimento pubblico contrario a raffigurazioni sessuali di minori negli anime s'è rianimato nel 2005, quando un condannato per l'omicidio di una bambina di 7 anni è stato sospettato d'essere un lolicon: nonostante le ampie speculazioni fatte a questo proposito dai media è stato successivamente scoperto che l'assassino Kaoru Kobayashi raramente ha avuto interesse per manga, videogiochi o bambole. Egli ha tuttavia sostenuto d'aver iniziato ad interessarsi alle bambine piccole dopo aver visto un video animato pornografico che le ritraeva quand'era ancora studente al liceo.
Nel febbraio 2010 è stata presentata una proposta di modifica alla legge che regola ciò che può essere venduto o meno ai minori, che include il divieto di raffigurazioni sessuali di giovani in materiale di fantasia. La proposta è stata criticata da molti artisti manga e contrastata dal Partito Democratico del Giappone. Le proposte son state messe in "lista d'attesa" fino a giugno dello stesso anno quando hanno subito alcuni emendamenti tra cui la modifica del testo riguardante la raffigurazione grafica di giovani "non reali". Tuttavia il disegno di legge è stato respinto dall'assemblea regionale di Tokyo.
Un'edizione riveduta è stata presentata in novembre del 2010, sempre al governo regionale di Tokyo; richiede in tal caso l'autoregolamentazione al riguardo di "immagini in opere manga, anime ed eroge... che ingiustificatamente glorificano o enfatizzano attrazione ed eccitazione sessuale nei confronti di bambini/e... rappresentando atti che sarebbero illegali e pertanto perseguibili penalmente nella vita reale". È stata approvata a dicembre ed ha pieno effetto a partire dal luglio 2011; tuttavia il disegno di legge non disciplina i siti internet o i contenuti scaricati ma è previsto solo per pubblicazioni quali libri e DVD.
L'opera Oku-sama wa Shōgakusei di Seji Matsuyama è stato indicato come titolo da sottoporre a restrizioni in quanto include la scena di uno stupro su un bambino; è stato poi pubblicato dalla J-Comi. In agosto del 2011 il Partito Liberal Democratico ha presentato una petizione per chiedere leggi più severe al riguardo della pornografia infantile, includenti anche la pornografia infantile animata.

## Aspetti legali
Leggi sono state emanate in vari paesi, tra cui anche in Giappone, che regolano il contenuto sessuale esplicito di opere al cui interno abbiano come personaggi protagonisti bambini o bambine; gruppi di genitori e cittadini hanno organizzato associazioni per spingere il governo ad emanar leggi più severe che limitino la diffusione di manga lolicon ed altre opere consimili e le forze dell'ordine a più forti controlli.
Lo status giuridico dei manga ed anime lolicon che ritraggono bambine coinvolte eroticamente con adulti è cambiato con il tempo ed è attualmente in una fase di dibattito molto intenso in Giappone. L'associazione senza scopo di lucro denominata CASPAR ha sostenuto che manga, videogame ed anime lolicon incoraggino i crimini sessuali.
Alcuni critici hanno contestato che questo genere inciti alla pedofilia, contribuendo ad un aumento degli abusi sessuali perpretrato sui bambini, mentre altri sostengono che non vi sia alcuna prova diretta di ciò, se non addirittura indizi che lasciano presupporre il contrario.
Sarah Goode descrive l'accumulo di materiali lolicon come "un mezzo attraverso il quale i maschi insoddisfatti posson sceglier di esprimere il loro senso di anomia e il ritiro interiore dalla società costituita"; quando il lolicon viene accusato di istigare alla ricerca nella realtà di bambine sessualmente attraenti la Goode presenta l'argomentazione che l'opera di fantasia non si può tradurre automaticamente come pedofilia nei fatti della vita reale.
Shigematsu ritiene che il manga lolicon non debba esser equiparato a fotografie o video porno che coinvolgono bambine reali, sostiene invece che i materiali lolicon vengano a rappresentare una sessualità di fatto del tutto artificiale, che si allontana dalla realtà per ri-orientare la propria libido e desiderio verso figure immaginarie scaturite dalla fantasia e mai in nessun caso esistenti nel mondo reale.Le bambine non esistono nel mondo reale?
Kimio Ito vede la preferenza per le ragazze giovanissime in qualità di oggetti sessuali, nelle opere di fantasia, come fatto realizzatosi a causa di un cambiamento epocale avvenuto all'interno della società giapponese negli anni settanta e ottanta: in quel momento le femmine superarono per la prima volta i maschi in termini di volontà ed azione, allora i maschi cominciarono a concentrare i propri desideri sulle giovanissime in quanto "più facili da controllare". Le bambine nei lolicon sono viste e trattate come se fossero ancora il sesso debole, e ciò fa sentire il maschio autorizzato a fingere d'esser nuovamente il padrone e di controllar le cose come meglio crede.
Alcuni Paesi considerano le forme sessualmente esplicite di Lolicon come pedopornografia. Esse sono state vietate in diversi stati del mondo: in Australia, Canada, Nuova Zelanda, Norvegia, Sudafrica e Svezia ne è stato reso illegale il traffico, la distribuzione, la fruizione e il possesso. Le leggi olandesi che riguardano la pornografia, modificate nel 2002, definiscono pedopornografia "immagini realistiche di minori in comportamenti sessualmente espliciti", escludendo il Lolicon poiché non è considerato realistico. L'Italia, attraverso la Corte di Cassazione con una recente sentenza e una normativa apposita, ha dichiarato che tale media è pedopornografia a tutti gli effetti, in quanto qualsiasi rappresentazione di atti sessuali con minori, seppur fittizia o digitale, normalizza la pedofilia. Tra i paesi in cui la legalità di questo genere di pubblicazione è oggetto di discussione vi sono il Regno Unito e gli Stati Uniti d'America.